# Andreas Bleeker
Andreas Bleeker (* 1. April 1931 in München; † 22. Juli 2019 in München) war ein zeitgenössischer deutscher Künstler.

## Leben
Andreas Bleeker wurde als Sohn des Bildhauers Hermann Bleeker und der Textilkünstlerin Hilde Bleeker-Kullmer geboren. Von 1953 bis 1960 studierte er als Meisterschüler an der Kunstakademie in München bei Hermann Kaspar.
Von 1962 bis 2011 beteiligte sich Andreas Bleeker alljährlich an der jurierten Großen Kunstausstellung München im Haus der Kunst. 1980 erhielt er den Seerosenpreis für bildende Kunst der Stadt München. Bleeker war Mitglied der Münchener Secession und des Berufsverbands Bildender Künstler (BBK). Seine Arbeiten befinden sich in öffentlichen und privaten Sammlungen.

## Werk
Der Kunsthistoriker Reinhard Müller-Mehlis porträtierte Andreas Bleekers Werk folgendermaßen:
„Die anspruchsvolle Kargheit seiner disziplinierten Bildordnung biedert sich nicht an. Die Delikatesse seiner Farbwerte hat nichts Geschmäcklerisches – sie ist von vornehmer Zurückhaltung, instinktsicher und zugleich sehr bewusst in jeder Nuance und Relation. (…) Bleeker begann mit einem düster-fahlen, einst als ‚magisch‘ deklarierten  Realismus isolierter Gegenstände. (…) Gegen die Scharen der dominierenden Konjunktur-Abstrakten entschied sich Andreas Bleeker: mit dem leisen, klaren Klang seiner Stillleben, der leichtgewichtigen, niemals lastenden Gegenstände in den Spannungsverhältnissen des Flächenraums. (…) Opake und transparente, leicht modifizierte Farbflächen dienen der Aufforderung zur Kontemplation. Eigentlich dies: die eigene Welt, die des Schutzes bedarf und der Abwehr fremder Einflussnahme. Das Vertraute wird zum Bekenntnis: Es bestätigt diesen selbst geschaffenen, begrenzten, vorsichtig geöffneten Lebensraum. Viel Weisheit ist darin und Mut zur Bescheidung mit dem Vorhandenen. Sie bewirkt die Kraft des Vollbringens.“

## Ausstellungen
- Große Münchener Kunstausstellung, Haus der Kunst, als juriertes Mitglied der Secession. 1957, dann ab 1962 jährlich bis 2011
- BBK München, ab 1958, u. a. „Extremisten - Realisten“ 1959, „Handzeichnungen“ 1981, 1982
- Freunde der Bild.Kunst München, München e. V. 1960
- Studio 15 München „Schwabinger Woche 1962“
- Galerie Rutzmoser, München 1972
- Galerie Wälischmiller, Meersburg 1974
- Galerie Margelik, 1974 und 1991
- Galerie Margelik, BMW 1975
- Galerie Margelik, BMW Hamburg 1976
- Große Kunstausstellung Wasserburg 1976, 1980, 1981, 1983
- Tiroler Sommer Innsbruck 1978, Bayerische Maler
- Bankhaus Reuschel München Galerie Margelik 1981
- Pavillon Alter botanischer Garten, München, „Secession Grafik“ 1981, 1982
- Münchener Künstler in der Kassenhalle Rathaus München 1981, 1982, 1983, 1984, 1985
- Städtische Galerie Bad Griesbach, „Secession München“ 1981, 1982
- ADAC Ausstellung „Auto – Straße – Landschaft“ 1982
- Kunstkabinett Distel, Ditfurt/Altmühltal 1982
- Kunstverein Gauting 1982
- Bayerisches Verwaltungsgericht München, 1982, 1984, 1986, 1988, 1990, 1995
- Galerie Jaspers München 1982
- Atelier Galerie Nördlingen 1983
- Deutsche Apotheker- und Ärztebank München 1983
- Museum Galerie Bozen „Obst in der Kunst“ 1984
- Städtische Galerie Rosenheim – Jahresausstellungen 1984, 1985, 1988, 1989, 1990, 1991
- Ausstellung im Kunstblock „Secession“ 1985/86/87
- Secession München im Rathaus der Stadt Landshut 1986
- Galerie S.T.O.P., Eggenfelden 1988
- Galerie Rouka München, 1989
- Praxis Dr. Peter Schleicher, München 1991, 1993, 1995, 1996, 2002: „Neue Bilder“
- „Kunst in der Klinik“ – Chirurgische Poliklinik der Universität München 1992
- Kunst- und Gewerbeverein Regensburg „Maler der Secession“ 1994
- Secession München im Kunstverein Passau 1995
- Secessions-Ausstellung Kloster Seeon, Bezirk Oberbayern 1997
- Kanzlei Muschallik und Kollegen 1997
- Secession Ausstellung Pfarrkirchen/Altötting 2000
- Ausstellung Münchner Secession, Burghausen
- Seerosen Ausstellung München, Pavillon Atelier Englischer Garten 2003
- Seerosen Ausstellung Pfarrkirchen – Altötting, „Votiv“ 2003
- Secesssion Ausstellung, Justizvollzugsanstalt Stadelheim München, Schirmherrschaft Staatsministerium Justiz, 9/2005
- Oberste Baubehörde im Bayerischen Staatsministerium des Inneren.  „Haus, Metapher und Mythos“ 2008
- Palazzo Albrizzi, 30. Juni – 30. August 2007, "Münchener Secession". Cannaregio 4118, I-30131 Venezia
- Istanbul 2012, Ortaköy Sanat Galerisi, "Münchener Secession"